# Остапчук, Владимир Валерьевич
Владимир Валерьевич Остапчук (укр. Володимир Валерійович Остапчук; род. 27 сентября 1984 года, Умань) — украинский актёр, телеведущий, радиоведущий, стендап-комик. Ведущий песенного конкурса Евровидение-2017, ведущий шоу «Маска» и «Співають всі!» на телеканале «Украина».

## Биография
Владимир Валерьевич Остапчук родился и вырос в городе Умань. Получил высшее филологическое образование.
После университета на протяжении года работал преподавателем английского языка в Уманском аграрном университете (УНУС).
В 2009 году приехал в Киев в школу дикторов на СТБ.
Потом устроился на Первый автомобильный телеканал, где проработал 1,5 года. Окончил школу телеведущих, но как сам признается, что добиться успеха ему помогла в большей части постоянная практика. Программа «Минус один» — авторская. Придумывали её с Александром Тороповым: «хотели помочь водителям понять, какие они болваны за рулем».
Работал диктором, радиоведущим, телеведущим на различных телеканалах и в радиошоу (см. Работа).
Пробовался актером. Снялся в эпизодических ролях в сериале «Возвращение Мухтара».
В 2017 году эмигрировал в Канаду, Торонто, и до 2019 года жил на две страны. После чего с семьей вернулся в Украину.

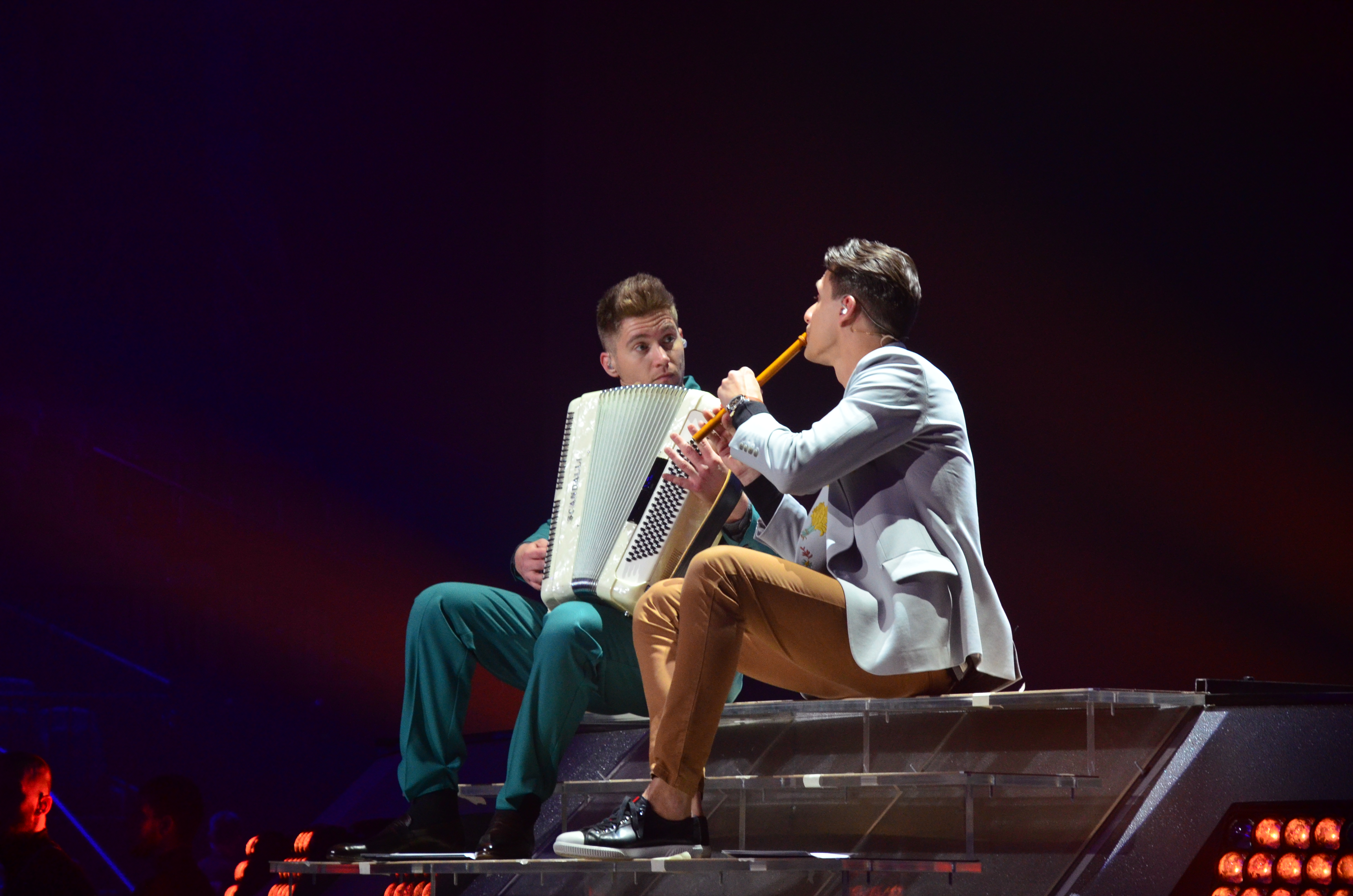
Остапчук в качестве ведущего конкурса Евровидение-2017

В 2017 году прошел кастинг и стал ведущим конкурса Евровидения-2017, который проходил в Киеве.
В 2020 году начал карьеру стендап-комика и презентовал авторскую юмористическую программу «Неудобный» Stand Up.
В 2021 году стал ведущим музыкального
шоу «Маска» на канале «Украина», адаптации формата The Masked Singer Архивная копия от 7 ноября 2020 на Wayback Machine,
В 2021 году стал ведущим шоу «Співають всі!» на телеканале «Украина».
В 2022 году после вторжения России на территорию Украины вступил в батальон территориальной обороны Украины

## Работа

### Телевидение
- Голос телеканала «Индиго»
- Богиня шоппинга «ТЕТ»
- Икона стиля «ТЕТ»
- Автоакадемия «Первый Автомобильный»
- Минус один «Первый Автомобильный»
- Большие танцы «Интер»
- Угон по нашему «2+2»
- Евровидение 2017[4]
- Утро с Украиной «Украина»
- Инспектор города «1+1»
- Танцы со звёздами «1+1»
- Король десертов «1+1»
- Маска «Украина»[5]

### Радио
- Хэппи Ранок «Хит FM»
- Вечернее шоу «Просто Ради. О»

### Фильмография
- Возвращение Мухтара (2012) 8 сезон, 4 серия — Игорь Стеклов
- Побачення у Вегасі (2020) — Капитан самолёта

### Дублирование и озвучивание на русском
- Подстава — (русский дубляж, ТО ДиАр по заказу TOPFilm Distribution)
- Сверхвоины — (русский дубляж, SDI Media Ukraine по заказу Nickelodeon)
- Команда Умизуми — (русский дубляж, SDI Media Ukraine по заказу Nickelodeon)
- Лучший игрок — (русский дубляж, SDI Media Ukraine по заказу Nickelodeon)
- Неуловимый Люк — (русский дубляж, ТО ДиАр по заказу TOPFilm Distribution)

### Дублирование и озвучивание на украинском
- Неизвестная версия — диктор (украинское озвучивание, ММЦ-СТБ)
- Комната в Риме — (украинское многоголосое закадровое озвучивание, Aurora Distribution)
- Дрейк и Джош — (украинское многоголосое закадровое озвучивание, Новый канал)
- Холодное сердце — Ганс (украинский дубляж, Le Doyen)
- Тор 2: Царство тьмы — (украинский дубляж, Le Doyen)
- Соседи. На тропе войны — (украинский дубляж, Le Doyen)

## Личная жизнь
У Владимира Остапчука есть сестра-двойняшка Ольга и старший брат Андрей.
От первого брака с Еленой Войченко (2007—2020) есть двое детей: дочь Эмилия (род. 2013) и сын Эван-Александр (род. 2018). 
Второй брак с Кристиной Горняк (2020—2022)
Третий брак с Екатериной Полтавской (с 2023)